# Rusty Wallace
Statistiques en NASCAR Cup Series
Dernière mise à jour : 17 décembre 2016 
Rusty Wallace est un pilote américain de NASCAR né le 14 août 1956 à Arnold, Missouri.

## Carrière
Il commence sa carrière en 1980 et remporte le championnat de la première division NASCAR Winston Cup en 1989. En 26 saisons, il totalise 55 victoires  et 349 top 10.

## Liens externes

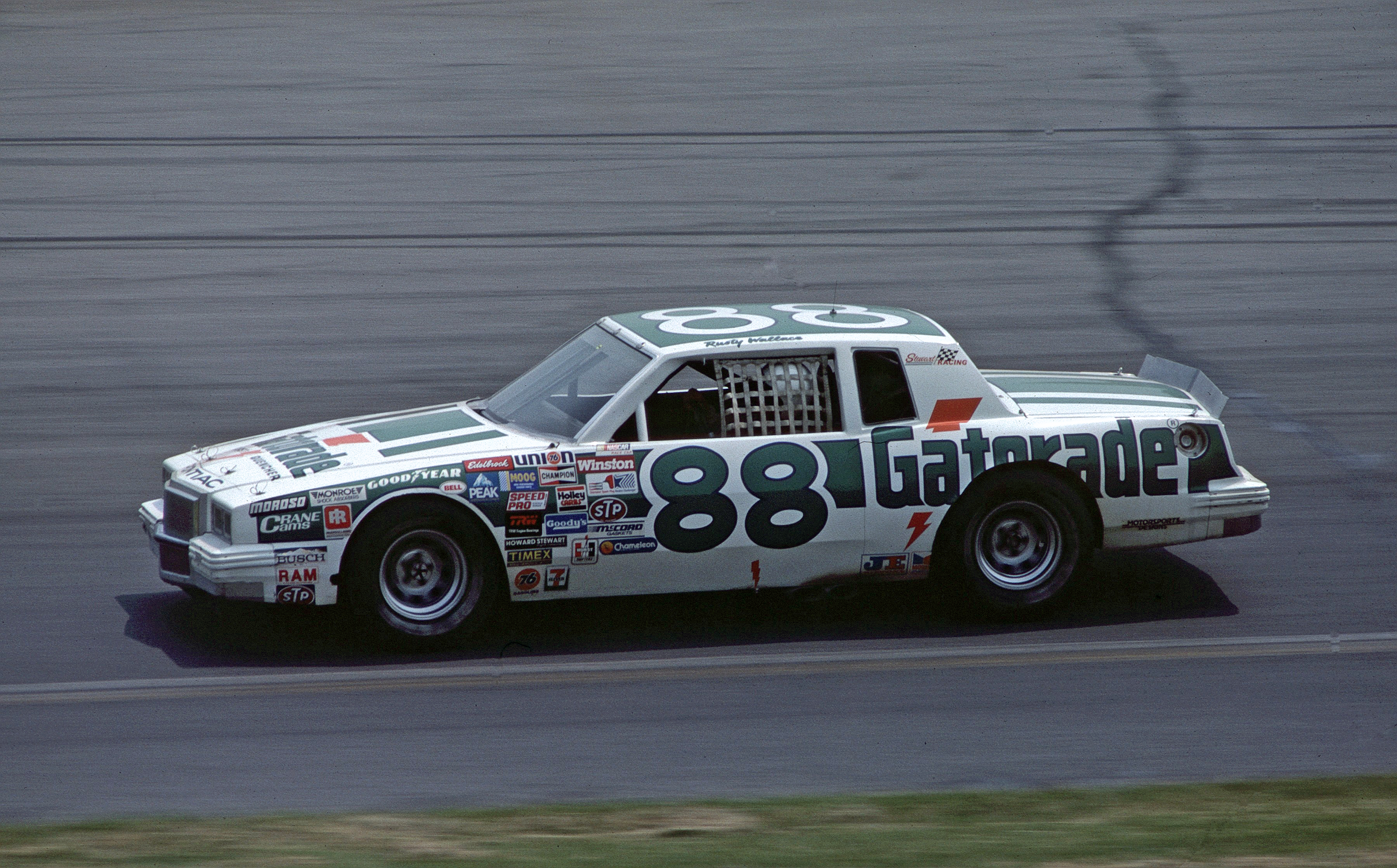
Rusty Wallace en 1984
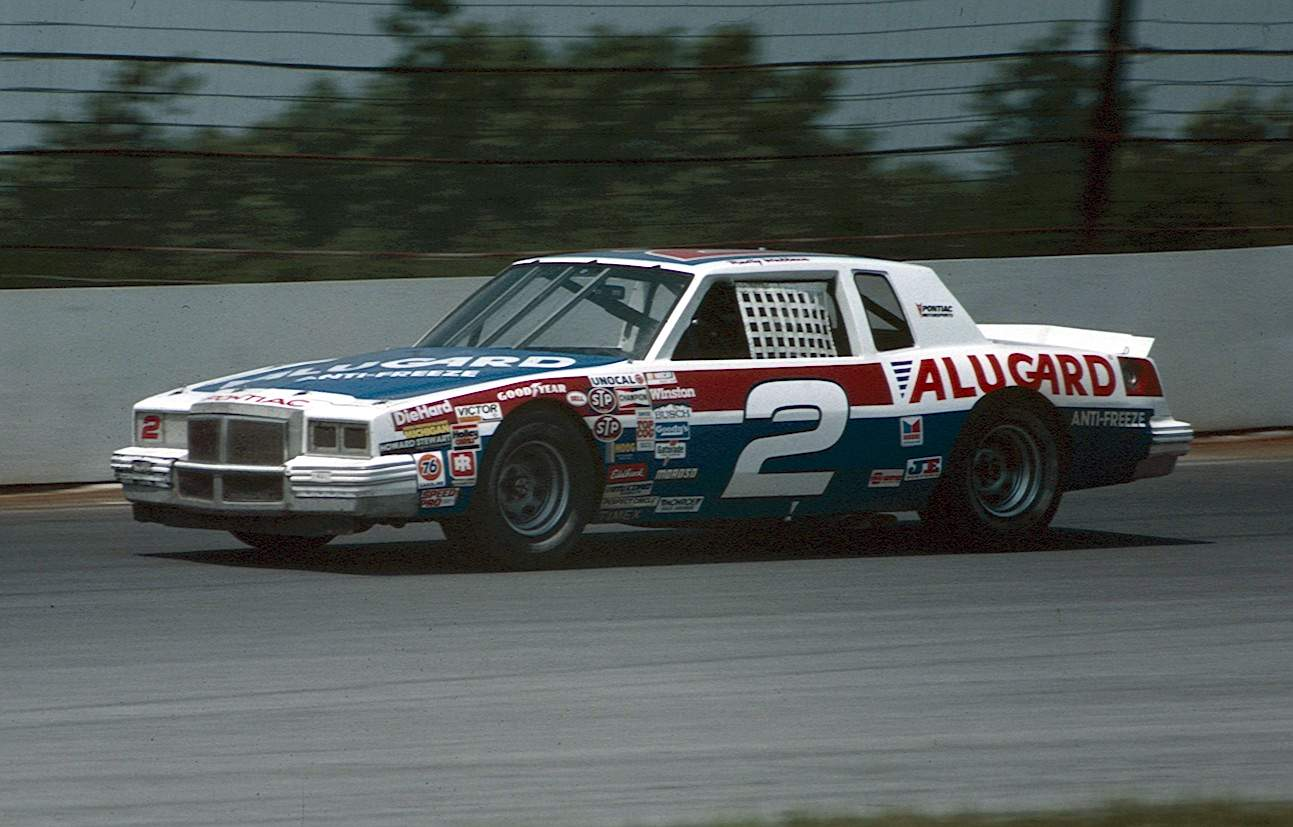
Rusty Wallace en 1985
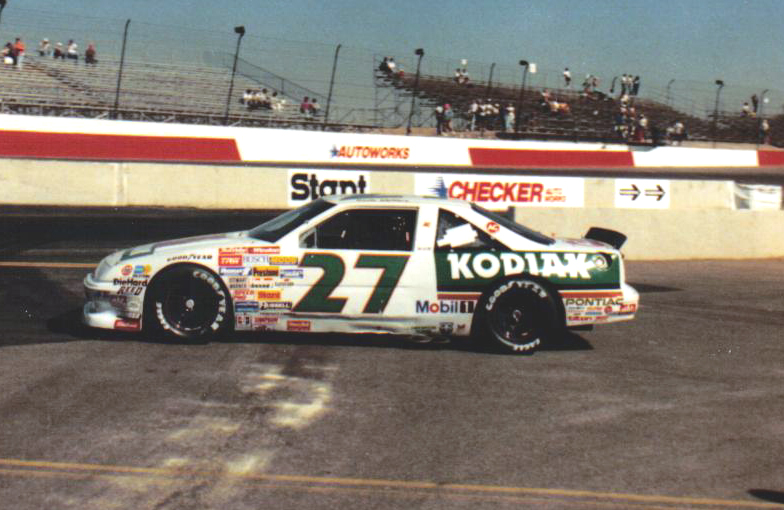
Rusty Wallace en 1989
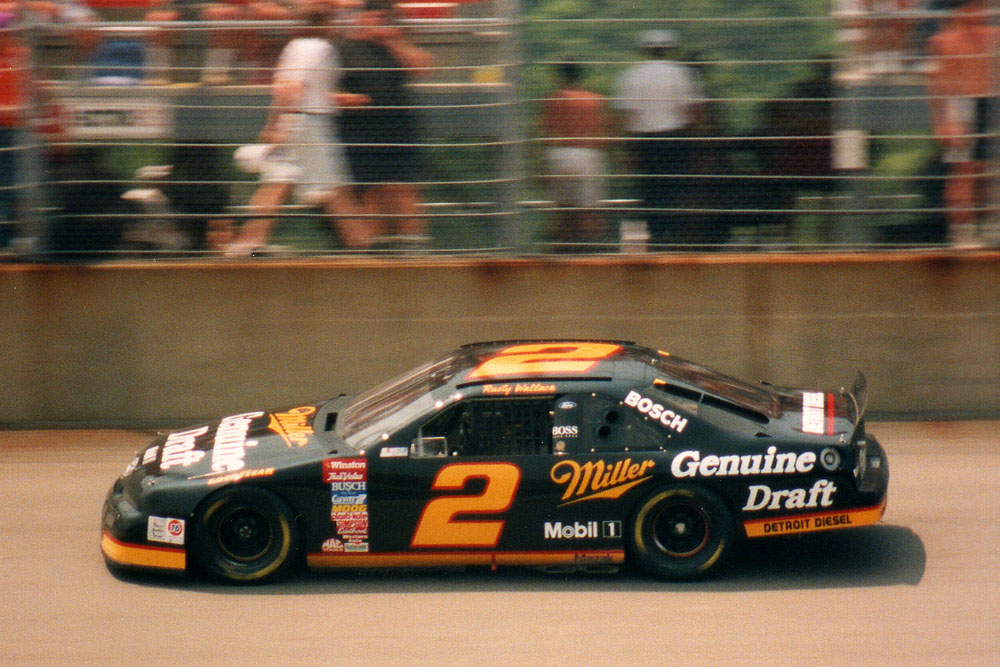
Rusty Wallace en 1994
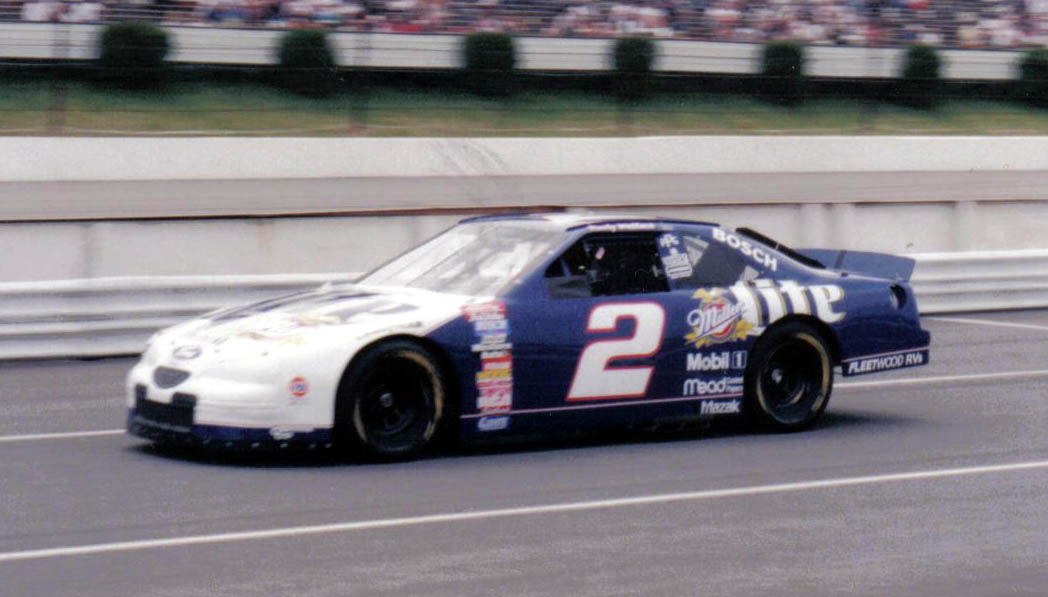
Rusty Wallace en 1997